# Oddset Hockey Games 2014
24. edycja turnieju Oddset Hockey Games została rozegrana w dniach 1–4 maja 2014 roku. Brały w nim udział cztery reprezentacje: Czech, Szwecji, Finlandii i Rosji. Każdy zespół rozegrał po trzy spotkania, a łącznie odbyło się sześć spotkań. Pięć spotkań zorganizowano w hali Avicii Arena w Sztokholmie (Szwecja), zaś jeden mecz został rozegrany w Hartwall Arena w Helsinkach (Finlandia).
Był to czwarty i ostatni turniej zaliczany do klasyfikacji Euro Hockey Tour w sezonie 2013/2014. Turniej w Szwecji i całą rywalizację w sezonie wygrała Finlandia.

## Wyniki
| 1 maja 2014 | Finlandia | 2:1 | Rosja | Hartwall Arena, Helsinki |

| Szczegóły          | Szczegóły                                     | Szczegóły       | Szczegóły             | Szczegóły                                                                    |
| ------------------ | --------------------------------------------- | --------------- | --------------------- | ---------------------------------------------------------------------------- |
| Godzina: 16:00 CET | J. Hietanen (PP) 06:46 P. Kontiola (PP) 36:02 | (1:0, 1:0, 0:1) | 58:43 (PP) N. Kulomin | Widzów: 11 675 Sędzia główny: Pavel Hodek Sędziowie liniowi: Vladimir Pesina |
| Godzina: 16:00 CET | 12 min. kar                                   |                 | 10 min. kar           | Widzów: 11 675 Sędzia główny: Pavel Hodek Sędziowie liniowi: Vladimir Pesina |

| 1 maja 2014 | Czechy | 3:2 | Szwecja | Ericsson Globe, Sztokholm |

| Szczegóły          | Szczegóły                                                           | Szczegóły       | Szczegóły                                   | Szczegóły                                                                           |
| ------------------ | ------------------------------------------------------------------- | --------------- | ------------------------------------------- | ----------------------------------------------------------------------------------- |
| Godzina: 16:00 CET | T. Mojžíš (EQ) 00:15 M. Zaťovič (EQ) 22:52 J. Petružálek (EQ) 46:02 | (1:1, 1:1, 1:0) | 02:21 (EQ) M. Backlund 32:14 (PP) M. Nygren | Widzów: 5 475 Sędzia główny: Jewgienij Romasko Sędziowie liniowi: Aleksiej Anisimow |
| Godzina: 16:00 CET | 16 min.                                                             |                 | 8 min.                                      | Widzów: 5 475 Sędzia główny: Jewgienij Romasko Sędziowie liniowi: Aleksiej Anisimow |

| 3 maja 2014 | Szwecja | 2:3 k. | Finlandia | Ericsson Globe, Sztokholm |

| Szczegóły          | Szczegóły                                 | Szczegóły                 | Szczegóły                                                             | Szczegóły                                                                           |
| ------------------ | ----------------------------------------- | ------------------------- | --------------------------------------------------------------------- | ----------------------------------------------------------------------------------- |
| Godzina: 12:30 CET | O. Möller (PP) 23:44 O. Möller (EQ) 56:01 | (0:1, 1:1, 1:0, 0:0, 0:1) | 11:14 (EQ) P. Jormakka 38:21 (PP) A. Ohtamaa 65:00 (GWS) I. Pakarinen | Widzów: 8 379 Sędzia główny: Jewgienij Romasko Sędziowie liniowi: Aleksiej Anisimow |
| Godzina: 12:30 CET | 8 min. kar                                |                           | 6 min. kar                                                            | Widzów: 8 379 Sędzia główny: Jewgienij Romasko Sędziowie liniowi: Aleksiej Anisimow |

| 3 maja 2014 | Rosja | 6:0 | Czechy | Ericsson Globe, Sztokholm |

| Szczegóły          | Szczegóły | Szczegóły       | Szczegóły   | Szczegóły                                                                    |
| ------------------ | --- | --------------- | ----------- | ---------------------------------------------------------------------------- |
| Godzina: 16:00 CET | W. Tichonow (PP) 05:47 S. Płotnikow (PP) 06:54 A. Łoktionow (EQ) 11:45 J. Jakowlew (EQ) 18:30 A. Łoktionow (EQ) 25:45 W. Tichonow (PP) 48:52 | (4:0, 1:0, 1:0) |             | Widzów: 2 358 Sędzia główny: Tobias Björk Sędziowie liniowi: Mikael Sjöqvist |
| Godzina: 16:00 CET | 10 min. kar |                 | 10 min. kar | Widzów: 2 358 Sędzia główny: Tobias Björk Sędziowie liniowi: Mikael Sjöqvist |

| 4 maja 2014 | Finlandia | 2:1 k. | Czechy | Ericsson Globe, Sztokholm |

| Szczegóły          | Szczegóły                                    | Szczegóły                 | Szczegóły             | Szczegóły                                                                  |
| ------------------ | -------------------------------------------- | ------------------------- | --------------------- | -------------------------------------------------------------------------- |
| Godzina: 12:30 CET | M. Keränen (EQ) 07:00 J. Immonen (GWS) 65:00 | (1:0, 0:1, 0:0, 0:0, 1:0) | M. Růžička (EQ) 34:18 | Widzów: 913 Sędzia główny: Tobias Björk Sędziowie liniowi: Mikael Sjöqvist |
| Godzina: 12:30 CET | 6 min. kar                                   |                           | 6 min. kar            | Widzów: 913 Sędzia główny: Tobias Björk Sędziowie liniowi: Mikael Sjöqvist |

| 4 maja 2014 | Szwecja | 2:0 | Rosja | Ericsson Globe, Sztokholm |

| Szczegóły          | Szczegóły                                   | Szczegóły       | Szczegóły   | Szczegóły                                                                   |
| ------------------ | ------------------------------------------- | --------------- | ----------- | --------------------------------------------------------------------------- |
| Godzina: 16:00 CET | L. Klasen (EQ) 11:09 M. Backlund (EQ) 45:16 | (1:0, 0:0, 1:0) |             | Widzów: 6 677 Sędzia główny: Antti Boman Sędziowie liniowi: Mikko Kaukokari |
| Godzina: 16:00 CET | 38 min. kar                                 |                 | 10 min. kar | Widzów: 6 677 Sędzia główny: Antti Boman Sędziowie liniowi: Mikko Kaukokari |

## Klasyfikacja
| Lp. | Zespół    | M | Pkt | W | WpD | PpD | P | G + | G - | +/- |
| --- | --------- | - | --- | - | --- | --- | - | --- | --- | --- |
| 1   | Finlandia | 3 | 6   | 1 | 2   | 0   | 0 | 7   | 4   | +3  |
| 2   | Czechy    | 3 | 4   | 1 | 0   | 1   | 1 | 4   | 10  | -6  |
| 3   | Szwecja   | 3 | 4   | 1 | 0   | 1   | 1 | 6   | 6   | 0   |
| 4   | Rosja     | 3 | 3   | 1 | 0   | 0   | 2 | 7   | 4   | +3  |

Lp. = lokata, M = liczba rozegranych spotkań, Pkt = Liczba zdobytych punktów, W = Wygrane, WpD = Wygrane po dogrywce lub karnych, PpD = Porażki po dogrywce lub karnych, P = Porażki, G+ = Gole strzelone, G- = Gole stracone, +/- = bilans bramek

## Nagrody
Dyrektoriat turnieju wybrał trójkę najlepszych zawodników, po jednym na każdej pozycji:
- Bramkarz:  Pekka Rinne
- Obrońca:  Juuso Hietanen
- Napastnik:  Oscar Möller
- Najbardziej Wartościowy Zawodnik (MVP):  Pekka Rinne

Skład gwiazd wybrana przez media:
- Bramkarz:  Pekka Rinne
- Obrońcy:  Juuso Hietanen,  Anton Biełow
- Napastnicy:  Petri Kontiola,  Oscar Möller,  Wiktor Tichonow